# Соколов, Павел Иванович (Герой Социалистического Труда)
Соколов Павел Иванович (30 ноября 1911г., Омск — 14 февраля 1972г., Осинники) — горный инженер, управляющий трестом «Осинникиуголь», Герой Социалистического Труда.

## Биография
Родился в семье почтового служащего. В 1931 году поступил в Томский индустриальный институт по специальности «Эксплуатация пластовых месторождений», который закончил в марте 1936 года.
Трудовая биография молодого горняка началась на Ленинско-Кузнецком руднике помощником начальника шахты «А». В мае 1943 года Соколов переведён на Прокопьевский рудник заместителем управляющего трестом «Прокопьевскуголь» по капитальному строительству.
Два года, с января 1950 года, управлял трестом «Кузнецкуголь», два года с января 1952 года, был главным инженером треста «Ленинуголь». В 1951 году Павлу Ивановичу было присвоено звание горный директор I ранга. За самоотверженный труд в период созидания материально-технической базы коммунизма имя управляющего трестом Соколова П. И. занесено в Книгу почёта «Летопись борьбы трудящихся Кузбасса за коммунизм».
В октябре 1954 года Соколов принимает под своё руководство трест «Молотовуголь» (г. Осинники).
Павел Иванович руководил строительством малиновских штолен. Сюда, за 35 километров от города, в 1954 году он привёз делегацию во главе с ответственным специалистом Министерства угольной промышленности СССР для обследования местности на предмет закладки новой шахты. И уже на следующий год добился разрешения на закладку малиновских штолен производственной мощностью 500 тысяч тонн угля в год. В октябре 1955 года в Малиновку прибыли первые бригады строителей, через четыре месяца шахтостроители, которые уже в марте произвели засечку в штольне № 1. Годом позднее из этой лавы были выданы первые тонны угля. Этот день, 1 марта 1957 года, и стал днём рождения шахты «Малиновская».
Под его руководствам за 16 лет был построен практически весь новый район города, начиная от Пятой школы, посёлки Малиновка и Высокий, шахты «Северный Кандыш», «Высокая», «Шушталепская», фабрика «Кузбасс», молочный и хлебозаводы, Дворец спорта, в Калтане — теплица, гостиница, стадион, из двух цехов ЮК ГРЭС выделились и прошли становление ЮКПК и завод КВОиТ; водозабор, школа-интернат, психиатрическая больница областного значения, кинотеатр «Молодёжный», поликлиника, огромный жилой массив в посёлках и двух городах Осинники и Калтан. Под его руководством построена обогатительная фабрика «Сибирь» в г. Мыски — изначально она предназначалась для обогащения осинниковского угля.
Трест «Осинникиуголь» объединял 18 предприятий с общим количеством трудящихся в 23 тысячи человек.
При Соколове закрылось несколько шахт, но ни один горняк не остался без работы.

## Награды и звания
- 29 июня 1966 года Указом Президиума Верховного Совета СССР за выдающиеся заслуги в выполнении заданий семилетнего плана по развитию угольной промышленности и достижение высоких технико-экономических показателей в работе П. И. Соколову было присвоено звание Героя Социалистического Труда с вручением ордена Ленина и золотой медали «Серп и Молот».
- Два ордена Трудового Красного Знамени (1942 и 1957), медали «За доблестный труд в Великой Отечественной войне 1941—1945 гг.», «За трудовое отличие» и «За трудовую доблесть».
- В 1971 году Павел Иванович стал полным кавалером знака «Шахтерская слава».

## Память
26 ноября 2003 года, рассмотрев ходатайство Совета ветеранов войны и труда г. Осинники об увековечении памяти Героя Социалистического Труда Соколова Павла Ивановича, городской Совет народных депутатов г. Осинники вынес решение "присвоить наименование площади у здания бывшего треста «Осинникиуголь» — «Площадь Героя Социалистического Труда Соколова П. И.».